# چوپتانک (مریلند)
چوپتانک (به انگلیسی: Choptank) شهری در ایالت مریلند کشور ایالات متحده آمریکا است که جمعیت آن در سرشماری سال ۲۰۱۰ میلادی، ۱۲۹ نفر بوده‌است.